# Kelpen-Oler
Kelpen-Oler (en limbourgeois Kelpe-Oler) est un village néerlandais situé dans la commune de Leudal, dans la province du Limbourg néerlandais. Le 1er janvier 2007, le village comptait 1 161 habitants.